# Emma Rafowicz
Emma Rafowicz (Parigi, 24 giugno 1995) è una politica francese del Partito Socialista (PS).
È stata eletta europarlamentare nel 2024. È anche presidente del Mouvement des jeunes socialistes e consigliera comunale dell'XI arrondissement di Parigi, presso cui aveva già ricoperto l'incarico di vicesindaco dal 2020 al 2024.

## Biografia
Emma Rafowicz è figlia di due professori ed è discendente di ebrei polacchi sopravvissuti ai pogrom. Ha conseguito un master alla scuola di comunicazione del CELSA.
All'età di 15 anni si è unita al Partito Socialista, poco dopo la riforma delle pensioni del 2010. È diventata vicesindaco dell'XI arrondissement di Parigi con responsabilità sulla cultura. Nel 2020 il leader del PS l'ha nominata delegata nazionale per l'organizzazione giovanile socialista. Nel 2022 è stata eletta presidente di Les Jeunes Socialistes.
Nel 2024, a nome della coalizione composta dal PS, è stata eletta europarlamentare per la X legislatura.